# Energia potencial
Energia potencial (simbolizado por U ou Ep) é a forma de energia que está associada a um sistema onde ocorre interação entre diferentes corpos e está relacionada com a posição que o determinado corpo ocupa. Sua unidade no Sistema Internacional de Unidades (SI), assim como o trabalho, é joule (J).
A energia potencial é o nome dado a forma de energia quando está “armazenada”, isto é, que pode a qualquer momento manifestar-se, por exemplo, sob a forma de movimento, e a energia potencial é derivada de forças conservativas, ou seja, a trajetória do corpo não interfere no trabalho realizado pela força, o que importa são a posição final e a inicial, significando que, o percurso não interfere no valor final da variação da energia potencial.

## Definição de energia potencial
A energia potencial está profundamente conectada ao conceito de força. Se o trabalho feito por uma força em um corpo que se move entre pontos A e B não depende do caminho percorrido entre esses pontos, isto é, se o trabalho é feito por uma força conservativa; então é possível definir uma função escalar {\displaystyle U({\vec {r}})}, de modo que seu gradiente - com o sinal trocado - seja a força {\displaystyle {\vec {F}}} aplicada durante o percurso. Em termos matemáticos:
{\displaystyle {\vec {F}}=-{\nabla U}}
Aplicando essa definição à definição de trabalho feito em uma trajetória C entre pontos A e B obtém-se:
{\displaystyle W=\int _{C}{\vec {F}}\cdot \mathrm {d} {\vec {r}}=\int _{C}-{\nabla U}\cdot \mathrm {d} {\vec {r}}=U({\vec {r}}_{A})-U({\vec {r}}_{B})=-\Delta U}
Isso implica que o trabalho feito por uma força conservativa é a diferença entre o valor inicial e o valor final da energia potencial.

## Tipos de energia potencial

### Energia potencial gravitacional

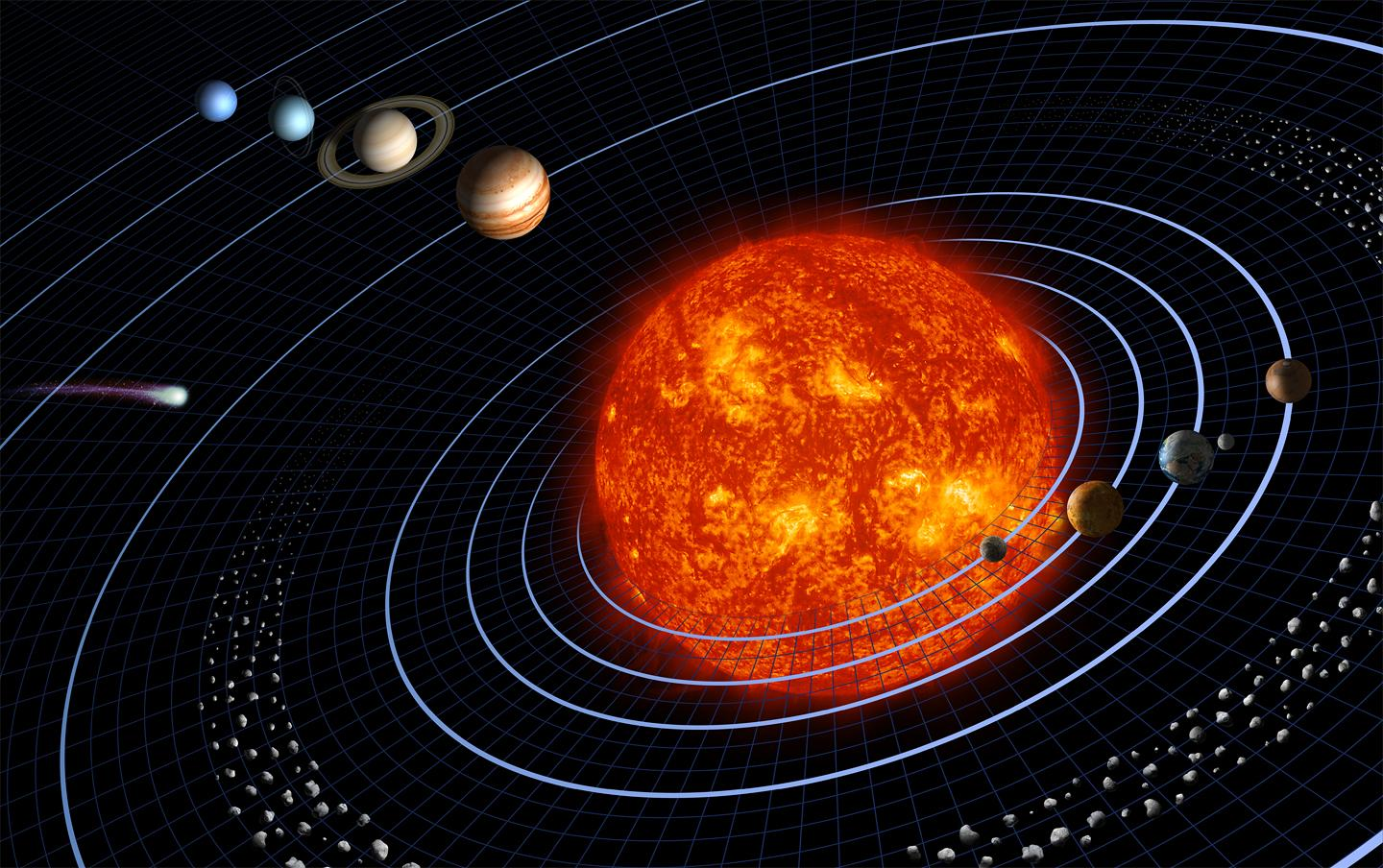
A força gravitacional mantém os planetas em órbita ao redor do sol.

A energia potencial gravitacional está associada ao estado de separação entre dois objetos que se interagem por meio de um campo gravitacional, onde ocorre a atração mútua ocasionada pela  força gravitacional. Então, quando elevamos um corpo de massa m a uma altura h, estamos transferindo energia para o corpo na forma de trabalho.
Quando um objeto realiza o movimento de aproximação de outro corpo, ocorre a transformação de energia potencial gravitacional em energia cinética, e o valor da variação da energia potencial gravitacional, ΔU, é definida como o negativo do trabalho, W, realizado pela força gravitacional sobre esse corpo, portanto:
{\displaystyle \Delta U=-W}
Outra maneira de determinar a variação da energia potencial é calculando o trabalho da força peso sobre um determinado objeto, e sendo que a força peso é dada por:
{\displaystyle F={\frac {GMm}{r^{2}}}}
Onde F é a força gravitacional num ponto, G é a Constante gravitacional universal, M e m são as massas dos corpos que estão interagindo gravitacionalmente e r é a distância entre eles.
E o trabalho W realizado por uma força F que forma um ângulo θ com o deslocamento r é:
{\displaystyle W=Fr\cos(\theta )}
Portanto, considerando que a diferença das altitudes entre os pontos de início e o término do deslocamento seja r e que o ângulo entre a força gravitacional e essa componente do deslocamento é igual à 0º, ou seja, seu cosseno é igual à 1, a variação da energia potencial gravitacional Ep é dada por:
{\displaystyle Ep={\frac {GMmr}{r^{2}}}}
Sendo GM/r² igual ao valor g da aceleração gravitacional, então:
{\displaystyle Ep=mgr}

### Energia potencial elástica
A energia potencial elástica é a energia mecânica relacionada à deformação de uma mola ou de um elástico, e que posteriormente pode ser usada para gerar movimento de um corpo.
Agora, considere uma mola de constante elástica k que obedeça a Lei de Hooke (uma lei física usada para calcular a deformação causada por uma força aplicada sobre um corpo), ou seja, a força F que ela aplica sobre um objeto quando está com a deformação Δx é:
{\displaystyle F=-k\Delta x}, o sinal negativo simboliza que a força tem sentido contrário à deformação da mola.
O valor da energia potencial E armazenada na mola nessas condições será igual ao trabalho realizado para efetuar essa determinada deformação na mola, sendo igual à:
{\displaystyle E={\frac {k(\Delta x)^{2}}{2}}}

### Energia potencial elétrica
A energia potencial elétrica pode ser comparada com a energia potencial gravitacional, porém, ao invés de ser a força gravitacional a relacionada com a energia potencial gravitacional, nesse caso, é a força elétrica que está envolvida com a energia potencial elétrica.
A energia potencial elétrica está relacionada com a interação por meio de um campo elétrico entre as partículas, sendo que se as cargas elétricas das partículas envolvidas forem diferentes a força será de atração, e para cargas iguais será de repulsão.
A força elétrica Fe entre duas partículas tem seu módulo igual à:
{\displaystyle F_{e}={\frac {kQq}{d^{2}}}}, sendo k a constante elétrica no meio, Q e q as cargas das partículas e d a distância entre elas, e sua direção é radial, sendo centrípeta para cargas de sinais contrários e centrífuga para cargas com mesmo sinal.
A variação da energia potencial elétrica ΔEe será o negativo do trabalho W realizado para deslocar a partícula, ou seja:
{\displaystyle \Delta E_{e}=-W}
{\displaystyle \Delta E_{e}={\frac {-kQq}{d}}}
Outra maneira de calcular a variação da energia potencial Ee é fazendo a razão entre a diferença de potencial(ddp) elétrico U no deslocamento e a carga q da partícula que descreveu esse deslocamento, desse modo, é possível calcular o trabalho para deslocar uma partícula que se encontra num campo elétrico ocasionado por duas placas elétricas.
{\displaystyle E_{e}={\frac {U}{q}}}

### Energia nuclear
A energia potencial nuclear é um tipo de energia gerada pelo trabalho realizado pela força nuclear, sendo elas a força fraca, que está envolvida com o decaimento beta, e a força forte, que mantém os prótons e nêutrons unidos no núcleo atômico , e esse trabalho ocorre principalmente com os processos de fissão nuclear.
O decaimento beta é, basicamente, quando um nêutron se transforma em um próton, elétron e um neutrino, que seria a energia liberada nesse processo, e essa energia armazenada no nêutron é a chamada energia nuclear, usada em bombas nucleares e também na produção de energia.